# Паневропейска информация за игрите
Паневропейска информация за игрите (по-известна със съкращението PEGI от английското Pan European Game Information) е европейска система за категоризиране на съдържанието на видеоигри. Системата се поддържа от Европейската федерация за интерактивен софтуер и не е обвързана с Европейския съюз.
Оценката за всяка компютърна програма се състои от две части – препоръчителна минимална възраст и до седем предупреждения за наличието на даден вид съдържание (насилие, вулгарен език и други). И двете приемат вида на стилизирани символи, нанесени на опаковката.

## Възрастови категории
PEGI има пет възрастови категории.
| Оценка | Описание | Приемане                                             |
| ------ | --- | ---------------------------------------------------- |
|        | Подходящ за лица над 3 години. За всички аудитории. | Повдигнат до 4 и повече години рейтинг в Португалия. |
|        | Подходящ за лица над 7 години. Минимален родителски контрол. | Намалена до 6 и повече години рейтинг в Португалия.  |
|        | Подходящ за лица над 12 години. Някои родителски контрол. | За всички територии на PEGI.                         |
|        | Подходящ за лица над 16 години. Силен родителски контрол. | За всички територии на PEGI.                         |
|        | Само за лица, навършили 18 години. Само за възрастни. | За всички територии на PEGI.                         |
|        | В допълнение към възрастовите оценки, PEGI също така има специална оценка, представена от удивителен знак, обозначен като „Препоръчва се родителски контрол“. Това съдържание е достъпно за всички възрасти, но се препоръчва родителите (най-вече с деца под 18-годишна възраст) да контролират дейностите в рамките на програмата. | За всички територии на PEGI.                         |

Сегашният дизайн е въведен в края на 2010 година. Черно-бели икони са били използвани до юни 2009 г., когато цветните икони на PEGI бяха обявени, със зелена за 3 и 7, кехлибар за 12 и 16 и червено за 18. Плюс знаци са били извадени от иконите, както и текста на фона променя от "ISFE" от старите, черно-бели икони на "PEGI" от новите, с цветен код икони PEGI. Това е леко променен дизайн в края на 2010 г., чрез премахване на воден знак и блокиране на URL лентата под иконата на възрастова категория. Препечатани игри от 2010 г. или преди все още често показване на старите дизайни.
| 2003–2009 | 2009–2010 | 2010–настояще |
| --------- | --------- | ------------- |
|           |           |               |
|           |           |               |
|           |           |               |
|           |           |               |
|           |           |               |
| —         | —         |               |

Противоречие с местните закони в Португалия води до промяна на някои от категориите за игрите, разпространявани там.
| За Португалия |

## Описания на съдържанието
Символите, описващи определени видове съдържание, са:
| Символ | Наименование     | Описание | Съответните възрастови рейтинги |
| ------ | ---------------- | --- | ------------------------------- |
|        | Вулгарен език    | Играта съдържа вулгарен език |                                 |
|        | Дискриминация    | Играта съдържа сцени на дискриминация или материали, които могат да поощрят дискриминацията |                                 |
|        | Наркотици        | Играта се отнася за / описва използването на наркотици |                                 |
|        | Страх            | Играта може да уплаши или стресне малките деца |                                 |
|        | Секс             | Играта съдържа сцени на голота и/или сексуално поведение или сексуални намеци |                                 |
|        | Насилие          | Играта съдържа сцени на насилие |                                 |
|        | Хазарт           | Игра, която поощрява или учи на хазарт |                                 |
|        | Покупки в играта | Въведена през 2018 г. Играта предоставя на играчите опции за закупуване на цифрови стоки или услуги с валута от реалния свят. Тези покупки включват, но не се ограничават до бонус нива, изненадващи артикули, музика, виртуални монети и други форми на валута в играта, абонаменти и надстройки (напр. за деактивиране на реклами). |                                 |
|        | Online           | Играта може да се играе в онлайн режим |                                 |

## Страни, използващи PEGI
PEGI се използва в 32 европейски страни.
| Държава        | Поддържана на сайта | Законово наложима | Местна система | Бележки |
| -------------- | ------------------- | ----------------- | -------------- | --- |
| Австрия        | Да                  | Да                |                | Австрия използва системата PEGI от януари 2008 |
| Белгия         | Да                  | Не                |                | |
| България       | Да                  | Не                |                | |
| Кипър          | Да                  | Не                |                | |
| Чехия          | Да                  | Не                |                | |
| Дания          | Да                  | Не                |                | |
| Естония        | Да                  | Не                |                | |
| Финландия      | Да                  | Да                | VET/SFB        | VET/SFB се използва, ако липсва оценка по PEGI |
| Франция        | Да                  | Не                |                | |
| Гърция         | Да                  | Не                |                | |
| Германия       | Не                  | Не                | USK            | Оценката по USK е законово наложима. Етикетите на PEGI се появяват понякога до тези на USK. |
| Унгария        | Да                  | Не                |                | |
| Исландия       | Да                  | Не                |                | |
| Италия         | Да                  | Не                |                | |
| Латвия         | Да                  | Не                |                | |
| Литва          | Да                  | Не                |                | |
| Люксембург     | Да                  | Не                |                | |
| Малта          | Да                  | Не                |                | |
| Нидерландия    | Да                  | Не                |                | |
| Норвегия       | Да                  | Не                |                | |
| Полша          | Да                  | Да                |                | |
| Португалия     | Да                  | Не                | IGAC           | |
| Румъния        | Да                  | Не                |                | |
| Словакия       | Да                  | Не                |                | |
| Словения       | Да                  | Не                |                | |
| Испания        | Да                  | Не                |                | |
| Швеция         | Да                  | Не                |                | |
| Швейцария      | Да                  | Не                |                | |
| Великобритания | Да                  | Да                | BBFC           | Оценката на BBFC е обвързана със закона и трябва да бъде придобита от всяка игра с определен вид съдържание. Оценките на PEGI са използвани докато BBFC не са били наложени със закон на видеоигрите в Обединеното кралство. |